# Rugger
Rugger († 1125) war von 1121 bis 1125 Bischof von Würzburg.

## Leben
Rugger wurde von der kaiserfeindlichen Partei unter Führung von Erzbischof Adalbert von Mainz zum Bischof gewählt. Er konkurrierte mit dem Gegenbischof Gebhard von Henneberg, der ihn in dieser Konstellation sogar überlebte, sich aber nie durchsetzen konnte. Da Gebhard von Henneberg im Bund mit den Einwohnern von Würzburg die Stadt beherrschte, weihte Erzbischof Adalbert zusammen mit den Bischöfen Burchard II. von Worms und Bruno von Speyer sowie den drei päpstlichen Legaten Bischof Lamberto Scannabecchi von Ostia, dem späteren Papst Honorius II., Saxo von Anagni (Sassone di Anagni), Kardinalpriester von Santo Stefano Rotondo, und Kardinaldiakon Gregorio Papareschi di Guidoni von Sant’Angelo in Pescheria, dem späteren Papst Innozenz II., in der Abtei Münsterschwarzach Rugger zum neuen Bischof.
Der Kupferstecher Johann Salver ordnete ihm im 18. Jahrhundert das Wappen der Familie der Thundorfer zu.